# Wilmot (Dakota del Sud)
Wilmot è un centro abitato (city) degli Stati Uniti d'America, situato nella contea di Roberts nello Stato del Dakota del Sud. La popolazione era di 492 persone al censimento del 2010.
La mascotte della scuola di Wilmot sono i lupi. Il giornale locale è il Wilmot Enterprise.
Wilmot prende il nome da un colono pioniere.

## Geografia fisica
Secondo lo United States Census Bureau, ha un'area totale di 0,49 miglia quadrate (1,27 km²).

## Società

### Evoluzione demografica
Secondo il censimento del 2010, c'erano 492 persone.

### Etnie e minoranze straniere
Secondo il censimento del 2010, la composizione etnica della città era formata dall'89,4% di bianchi, il 7,9% di nativi americani, lo 0,4% di altre razze, e il 2,2% di due o più etnie. Ispanici o latinos di qualunque razza erano l'1,4% della popolazione.